# قهرمانی جودو آسیا-اقیانوسیه ۲۰۲۰
جودو قهرمانی آسیا ۲۰۲۰ رویدادی در ورزش جودو می‌باشد که ابتدا قرار بود از ۱۷ تا ۱۹ آوریل و سپس از ۲۶ تا ۲۹ نوامبر ۲۰۲۰ در اولان‌باتور، مغولستان برگزار شود، اما به دلیل دنیاگیری کووید ۱۹ در هر دو زمان مقرر، رقابت‌ها به تعویق افتاد و در نهایت این دوره از رقابت‌های قهرمانی آسیا لغو شد.